# Tylecodon hallii
Tylecodon hallii ist eine Pflanzenart der Gattung Tylecodon in der Familie der Dickblattgewächse (Crassulaceae).

## Beschreibung
Tylecodon hallii wächst als zwergiger und wenig verzweigter Strauch mit runder Krone. Die Pflanzen werden bis 30 Zentimeter hoch und besitzen einen dicken Haupttrieb der bis 8 Zentimeter Durchmesser erreicht. Die Seitentriebe erreichen 5 bis 7 Millimeter Durchmesser und haben eine glatte Rinde, die grau gefärbt ist. Bei jüngeren Trieben ist sie mit dunkleren Flecken versehen, bei älteren Trieben ist sie dunkler und abschälend. Die kahlen oder nur sehr wenig mit Drüsenhaaren besetzten Blätter sind hellgrün und stehen an den Triebspitzen zusammengedrängt. Sie sind einwärts gebogen und werden 15 bis 25 Millimeter lang und 3 bis 4 Millimeter breit. Die Blattspreite ist linealisch bis linealisch-lanzettlich, stielrund bis fast stielrund ausgebildet. Zur Basis hin läuft sie spitz aus und die Spitze ist stumpf.
Der Blütenstand wird durch bis zu 6 Zentimeter hohe Thyrsen mit je 1 bis 5 Monochasien und aufrechten Einzelblüten an einem 5 bis 7 Millimeter langen Blütenstiel gebildet. Die dreieckigen Kelchblätter werden bis 9 Millimeter lang. Die röhrige und gelbliche Kronröhre ist an der Basis leicht ausgebeult und wird nach oben hin breiter. Sie ist mit Drüsenhaaren besetzt und wird 10 bis 20 Millimeter lang und 5 Millimeter breit. Die ausgebreiteten bis zurückgebogenen Zipfel werden bis 8 Millimeter lang.

## Systematik und Verbreitung
Tylecodon hallii ist im südlichen Namibia und in Südafrika in der Provinz Nordkap in der Sukkulenten-Karoo verbreitet. Die Erstbeschreibung erfolgte 1978 durch Helmut Richard Tölken. Ein Synonym ist Cotyledon hallii Toelken.